# Medisch dossier

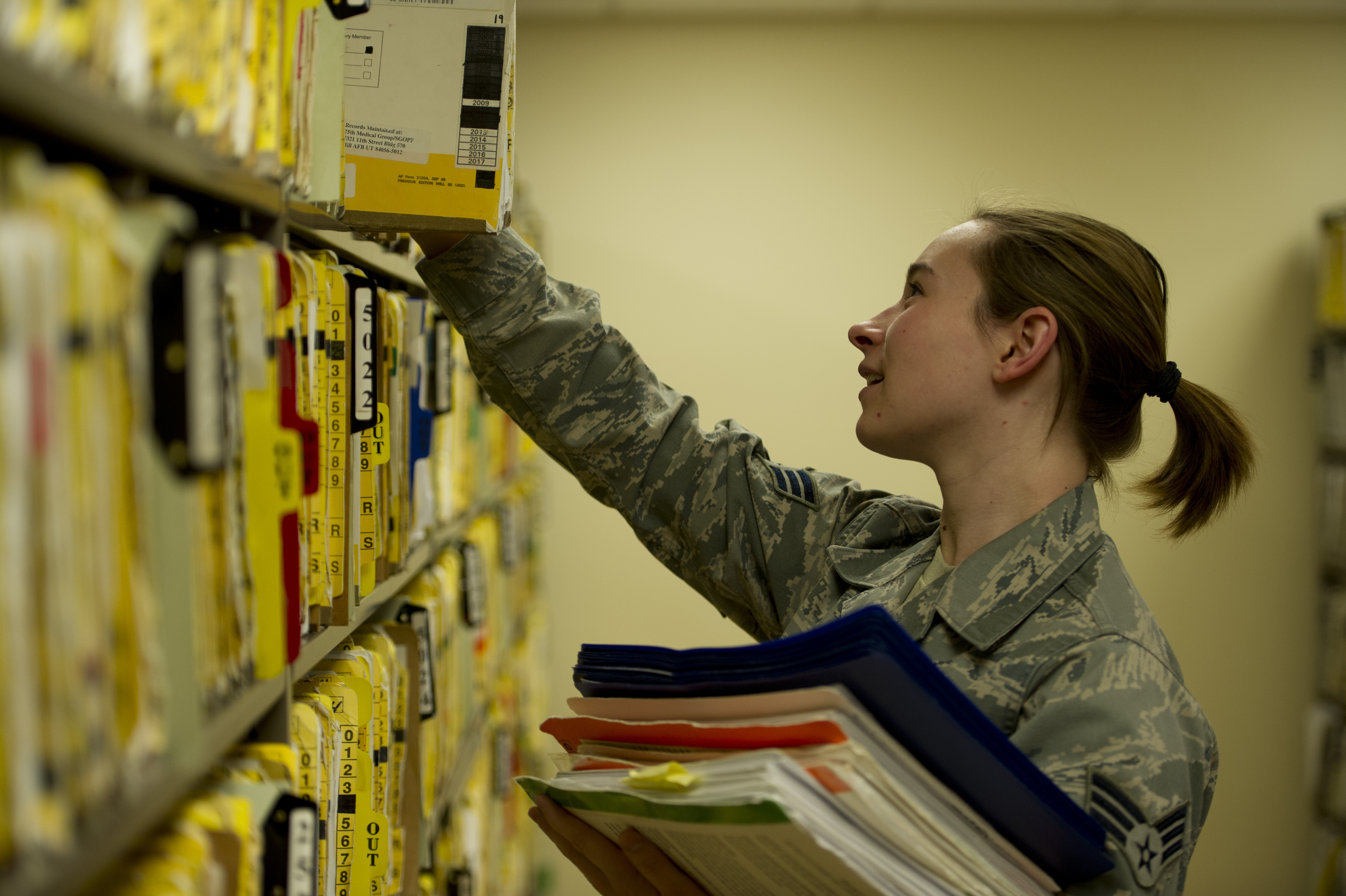
Medisch dossiers.

Een medisch dossier is een verzameling gegevens over een patiënt die wordt opgesteld en eventueel bewaard door een zorgverlener. Het omvat voornamelijk informatie over diagnoses, behandelingen en klachten. Artsen maken gebruik van deze gegevens om de juiste behandelingen uit te voeren en om relevante achtergrondinformatie over de patiënt te raadplegen.

## Nederland
In Nederland zijn zorgverleners volgens de Wet op de geneeskundige behandelingsovereenkomst (WGBO) verplicht om een medisch dossier op te stellen. Sinds 1 januari 2020 moeten medische dossiers minimaal twintig jaar bewaard worden. In Nederlandse academische ziekenhuizen worden ze echter 115 jaar bewaard vanwege mogelijke erfelijkheidskwesties.
Elke Nederlandse zorginstelling maakt voor elke patiënt een eigen medisch dossier aan. Het delen van informatie uit het dossier met andere zorginstellingen is alleen toegestaan na toestemming van de patiënt, tenzij een levensbedreigende situatie snel medisch handelen vereist. Binnen dezelfde zorginstelling is toestemming niet nodig wanneer verschillende afdelingen het dossier raadplegen.
Tegenwoordig worden medische dossiers in Nederland veelal digitaal opgeslagen, wat bekendstaat als een elektronisch patiëntendossier.
In Nederland heeft elke patiënt van twaalf jaar of ouder het recht om het eigen dossier in te zien en eventueel foutieve informatie te laten corrigeren. Ook kan een verzoek worden ingediend om informatie te laten verwijderen nog voordat de bewaartermijn is verstreken. 